# Козаковський Юрій Станіславович
Ю́рій (Георгій) Станісла́вович Козако́вський (16 лютого 1902, Харків — †3 вересня 1980, Чернівці) — український актор, режисер. Народний артист УРСР (1973).

## Біографія
Молодим хлопцем брав участь у громадянській війні (1920). З середини 1920-х вирішив присвятити себе театру. У 1926 закінчив театральну студію відомого режисера і педагога Миколи Синельникова. Ще навчаючись акторському ремеслу, почав виступати на сцені театру імені Івана Франка, де працював протягом 1924–1931. З 1933 — актор Харківського державного театру революції. У 1940 після приєднання західноукраїнських земель Харківський театр революції переведено до Чернівців і реорганізовано в Чернівецький український музично-драматичний театр імені Ольги Кобилянської. Обіймав посаду директора театру протягом 1959–1965.

## Ролі в театрі
- Михайло Гурман («Украдене щастя» Івана Франка)
- Андронаті («У неділю рано зілля копала…» Ольги Кобилянської)
- Микита («Дай серцю волю, заведе в неволю» Марка Кропивницького)
- Вурм («Підступність і кохання» Фрідріха Шиллера)
- Петро Могила («Тарас Бульба» Миколи Гоголя)
- Яго («Отелло» Вільяма Шекспіра)

## Фільмографія
- 1927 «Звенигора» —
- 1941 «Богдан Хмельницький» —
- «Овід» —
- 1957 «Народжені бурею» —
- 1960 «Вдалині від Батьківщини» — Лемке
- 1974 «Мріяти і жити» —